# 理查茲冰原島峰
75°56′S 159°45′E / 75.933°S 159.750°E
理查茲冰原島峰（英語：Richards Nunatak）是南極洲的冰原島峰，位於奧次地，屬於阿爾伯特親王山脈的一部分，由新西蘭探險隊命名，現時由南極條約體系管理。